# 神山まりあ
神山 まりあ（かみやま まりあ、1987年2月17日 - ）は、日本の女性ファッションモデル、イメージコンサルタントである。G.M. Image Consulting 代表。
東京都出身。イデア所属。2011年のミス・ユニバース日本代表。同年に開催された世界大会に日本代表として出場した。

## 略歴

### 生い立ち
小学校1年生から高校2年生まで、NHK東京児童合唱団に所属していた。合唱団ではヨーロッパなどへの国外公演旅行も多く、神山らはヴェルサイユ宮殿で歌った最初の日本人となった。
中学、高校ではダンス部に所属し、高校時代には部長を務めた。ダンスは、部活動以外でもスクールに通って練習し、得意なジャンルはヒップホップだった。神山は大学でもダンスを続け、ダンスサークルに加わっていた。

### ハワイ生活
大学3年生の終わり、「助けてくれる人が誰もいないところで、どこまで自分が挑戦できるのか試したい」との理由から、大学を休学してハワイに移住した。ハワイにはアメリカ合衆国の就労ビザを取得して滞在し、家探しから自力で行った。
移住後には、アラモアナ・ショッピングセンター（ホノルル）のアパレルショップで働きながら、英会話を身につけた。それまでは「雪ん子みたいに肌が真っ白だった」という神山だが、サーフィンなどもしながら過ごしたハワイ生活の結果、色黒になったという。
ハワイで気に入っていた場所として神山は、ラニカイ・ビーチを挙げている。

### ミス・ユニバース・ジャパン
「2011 ミス・ユニバース・ジャパン」に応募するにあたり、東京在住であった神山は初め、東京オーディションの受験を考えたものの、日程の都合から大阪オーディションを受験している。
コンテストでは2010年12月5日、約4,000人の応募者のなかから、先ず15人のファイナリストのひとりとして選出された。その後、大阪代表としての約半年間のトレーニングを経て、翌2011年6月17日に東京ドームシティ（東京都文京区）で行われた決勝に参加、15人のファイナリストから優勝者に選ばれた。この際のマスコミ報道において神山は、職業は販売員、出身地は大阪であるとも紹介されている。
2011年9月12日にブラジル・サンパウロで開催された世界大会に日本代表として出場した。
大会に先立つ同年8月には東京で壮行会が行われ、神山が世界大会で着用するナショナル・コスチュームも発表された。衣装のテーマは、「椿と刀」で、同年3月に発生した東日本大震災からの復興に団結して立ち向かうとの思いから、日本国旗の白と赤を基調にデザインされたものであった。
世界大会では上位16人に残れず、入賞を逃した。

### モデル
2017年1月号からファッション雑誌『VERY』のモデルとして活動する。

## 人物
妹が1人いる。
2015年1月9日に作曲家で音楽プロデューサーの小堀ケネスと結婚。2016年1月10日に結婚式を挙げた。同年7月24日に第1子男児を出産した。

## 主な出演

### テレビ
- 東京上級デート（2012年11月21日、テレビ朝日）＃33　丸の内
- ホラー アクシデンタル（2013年3月、フジテレビ）第12話「失われた時を求めて」
- 粋男流儀～遊びの美学～ [14]（2013年6月、BSフジ）＃66、＃67「板橋 編」

### ラジオ
- J’S SPECIAL[15]
- ZAPPA、日曜日（2015年4月5日- 、J-WAVE）

### ファッション誌
- CLASSY.
- GLAMOROUS
- 美的
- BODY+
- Brilla
- SAVUY
- FRaU
- Women's SHAPE vol4
- Slim Love

### イベント
- TOKYO GIRLS COLLECTION 2013 SPRING/SUMMER[16]
- RYUKYU ASIA COLLECTION 2012 with TOKYO GIRLS COLLECTION
- GirlsAward 2012

### CM
- ファッションセンターしまむら「素肌すずやかパンツ」（2020年)
- 花王 ブローネ「ルミエスト」（2020年 - ）[17]

## 受賞
- J-WAVE ナビゲーター・オーディション2013 優秀者 [15]
- ミス・ユニバース・ジャパン 2011